# VVVVVV
VVVVVV — відеогра в жанрі платформер, розроблена і випущена Террі Кевенегом (Terry Cavanagh) для Windows і Mac OS у січні 2010 року.

## Сюжет
Дія гри відбувається на космічному кораблі, на якому трапляється аварія, у результаті чого всі члени екіпажу опиняються в різних частинах цього корабля. Головний герой, капітан Вірідіан, за якого доведеться грати, повинен врятувати їх усіх, долаючи безліч перешкод на своєму шляху.

## Ігровий процес
VVVVVV — це типовий восьмибітний платформер. Відмінною рисою гри є те, що персонаж не може стрибати, замість цього він спроможний змінювати вектор гравітації.

## Саундтрек
Саундтрек гри, названий PPPPPP, що складається із чіптюн-музики, був створений Магнусом Полссоном (Magnus Pålsson). Усього саундтрек триває більше півгодини. Він був випущений окремо від гри у січні 2010 року.

## Реакція критиків
Журнал Edge оцінив гру в 8 баллів із 10. Оглядачу особливо сподобався "витончений дизайн", а також "класичний" вигляд гри.
Блоґ Kotaku, що спеціалізується на відеоіграх, у своєму міні-ревью відзначив "розумний дизайн рівнів і ретро-стиль". У недоліки була записана завищена складність гри.